# خانة دام
خانة دام هي قرية في مقاطعة سلماس، إيران. يقدر عدد سكانها بـ 229 نسمة بحسب إحصاء 2016.